# Aurino do Nascimento Valois
Aurino do Nascimento Valois (Vitória de Santo Antão, 12 de junho de 1918 – Brasília, 2 de abril de 1989) foi um político brasileiro.

## Biografia
Filho de Eurico do Nascimento Valois e de Corina Gibson Valois. Nasceu em Vitória de Santo Antão em 1918. Casou-se com Natália de Andrade Valois. Obteve o bacharelado na Faculdade de Direito de Recife em 1945.

## Carreira política
Foi eleito deputado à Assembleia Legislativa pernambucana nas eleições de outubro de 1950, pelo Partido Trabalhista Brasileiro (PTB). Nas eleições de outubro de 1954 obteve uma suplência de deputado estadual, e convocado exerceu o mandato desde o início da legislatura, em fevereiro de 1955.
Nas eleições de outubro de 1958 foi eleito deputado federal por Pernambuco pelo PTB, assumindo a cadeira em fevereiro de 1959, logo após findar seu mandato no Legislativo estadual. Reeleito nas eleições de outubro de 1962, com a extinção dos partidos políticos pelo Ato Institucional Número Dois e a posterior instauração do bipartidarismo, filiou-se à Aliança Renovadora Nacional (Arena). Foi reeleito nas eleições de novembro de 1966.

## Morte
Faleceu aos 2 de abril de 1989 na capital federal, Brasília.